# Het licht van de zee
Het licht van de zee (Originele titel: The Light Between Oceans) is de debuutroman uit 2012 van de Australische schrijver M. L. Stedman.

## Verhaal
Tom Sherbourne, een oorlogsveteraan uit de Eerste Wereldoorlog, is een vuurtorenwachter die samen met zijn vrouw Isabel in een afgelegen vuurtoren in het westen van Australië woont. Ze zijn ongewenst kinderloos maar op een dag spoelt er een roeibootje aan met daarin een dode man en een baby. Het echtpaar begraaft de dode man en voedt het kind op als hun eigen kind en geeft het de naam Lucy. Wanneer ze enkele jaren later terugkeren naar het vasteland maken ze kennis met de biologische moeder die wanhopig op zoek is naar haar kind.

## Verfilming
DreamWorks verkreeg de filmrechten van de roman op 27 november 2012. De film, met Michael Fassbender en Alicia Vikander in de hoofdrollen, ging op 31 augustus 2016 in première in de competitie van het Filmfestival van Venetië.